# Скирмунт, Александр Симонович
Александр Симонович Скирмунт (Александр-Исидор Скирмунт; 1798, Молодово, Гродненская губерния — 22 июля 1870, Майнц-Кастель) — российский дворянин-промышленник, химик-технолог; камергер (1834). Изобретатель, в 1830 году получивший «официальную привилегию» (патент) на «снаряд для выпаривания сахарных растворов посредством паров на плоских покато-устроенных поверхностях».

## Биография

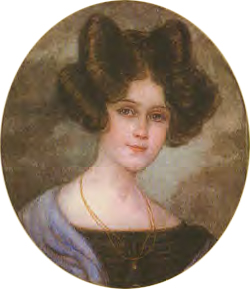
Наполеон Орда. Портрет Констанции Сулистровской, в браке Скирмунт.

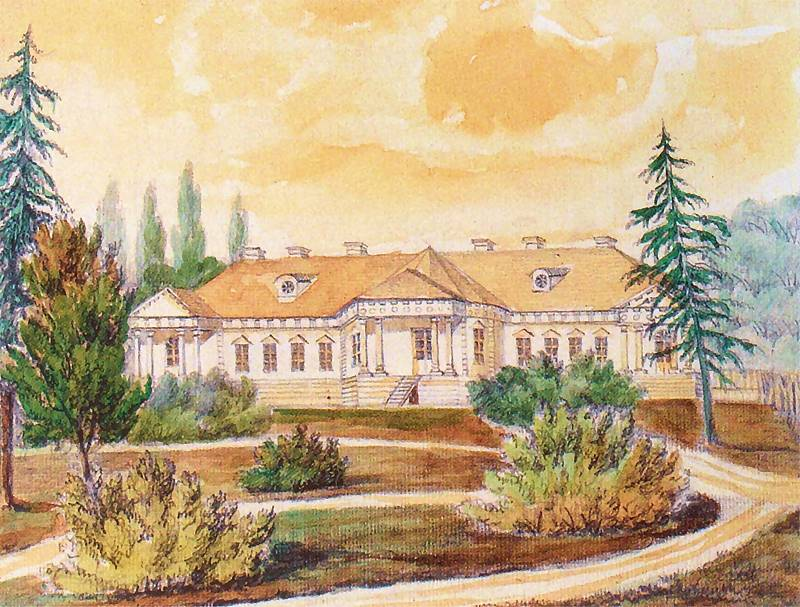
Наполеон Орда. Усадьба Скирмунтов в Молодово.

Выходец из польского католического шляхетского рода Скирмунтов, возводившего своё происхождение к легендарному литовскому князю Скирмунту.
Родился в 1799 году в семейной усадьбе Молодово Кобринского уезда Литовской губернии (в дальнейшем Кобринский уезд вошёл в состав Гродненской губернии; ныне Молодово относится к Бресткой области Белоруссии).
В 1818 окончил физико-математический факультет Виленского университета, где преподавалась также химия. После этого продолжил  изучать химию и её применение на производстве в Германии и во Франции. В 1823 году женился на Констанции Сулистровской (1806—1845), дочери Казимира Алоизовича Сулистровского (1778—1818), минского гражданского губернатора (1816—1818), к тому времени уже покойного. Свояком Скирмунта (мужем сестры жены) в результате этого оказался Иосиф Снядецкий, сын профессора химии Виленского университета Андрея Снядецкого (1768—1838), учителя Скирмунта.
Вооружившись собственными знаниями, поддержкой наставника, и состоянием Скирмунтов и Сулистровских (Казимир Сулистровский не имел дееспособных сыновей), Скирмунт основал три сахарных завода: в Молодово (1830), Поречье и Альбрехтове (ныне — в черте Пинска), суконный завод в Поречье, свечной — в Альбрехтове, фабрику сельскохозяйственных орудий в Достоеве (прежней вотчине Достоевских) и паровую мельницу в Пинске. Он также приобрел усадьбу в Крыму в Балаклавской долине, где позднее его сын Казимир занимался виноградарством и виноделием разводя венгерские и рейнские сорта.
В 1832—1834 годах Скирмунт был пинским уездным предводителем дворянства, в 1834 году был пожалован в камергеры.
В браке имел 11 детей, из которых старший сын, Казимир Скирмунт (1824—1893) за участие в Польском восстании 1863—1864 годов был отправлен в ссылку, куда за ним последовала жена — художница и скульптор Елена Скирмунт (1827—1874), происходившая из другой ветви того же рода. В 1872 году Казимир Скирмунт открыл в Балаклаве климатолечебный пансион. В 1879 году были построены купальни, а затем метеостанция. Его дело продолжил Станислав, внук Александра.
Александр Скирмунт скончался в 1870 году.

## Память
В 2019 году именем А. Скирмунта был назван первый коньяк, произведённый на территории Белоруссии — «А. Skirmuntt (А. Скирмунтъ)» производства Пинского винодельческого завода, входящего в состав концерна Белгоспищепром.